# Petersdorf (Autriche)
Pour les articles homonymes, voir Petersdorf.
Petersdorf est une ancienne commune autrichienne du district de Graz-Umgebung en Styrie.